# Эсколан, Хоакин
Хоакин Эсколан и Балибрера (исп. Joaquín Escolán y Balibrera) — центральноамериканский политический деятель первой половины XIX века.
В 1834 году правительство Федеративной Республики Центральной Америки было вынуждено сместить верховного правителя штата Сальвадор Хоакина де Сан-Мартина, который попытался выделить Сальвадор в независимое государство. Президент Центральной Америки назначил временным главой штата Карлоса Саласара, а затем — Хосе Грегорио Саласара.
21 сентября 1834 года Хосе Грегорио Саласар собрал в Сан-Висенте Ассамблею штата Сальвадор, чтобы она избрала нового главу штата. Был избран Хосе Мария Сильва, но результаты голосования были объявлены недействительными, и тогда 30 сентября был избран Хоакин Эсколан. Хоакин Эсколан пробыл на посту верховного главы штата две недели, после чего всё-таки передал полномочия Хосе Марии Сильве.
2 марта 1835 года, после того, как Дионисио Эррера отказался от назначения главой штата Сальвадор, Хоакин Эсколан вновь стал главой исполнительной власти (в то время эта должность называлась «Консул»), и пробыл на этом посту до 10 апреля, когда этот пост занял избранный голосованием генерал Николас Эспиноса.